# Rumunki
Rumunki [pronunciación en polaco: /ruˈmunki/] es un asentamiento en el distrito administrativo de Gmina Susz, dentro del condado de Iława, Voivodato de Varmia y Masuria, en el norte de Polonia. Se encuentra a unos 3 kilómetros al noreste de Susz, 21 kilómetros al noroeste de Iława, y 75 kilómetros al oeste de la capital regional, Olsztyn.
El asentamiento tiene una población de 20 habitantes.